# En ædelstensmine på Ceylon
En ædelstensmine på Ceylon er en dansk dokumentarfilm fra 1952, der er instrueret af Hakon Mielche.

## Handling
Minen er en fem meter dyb grav, primitivt afstivet med grene. Grundvandet øses op med en spand, der hænger i en vippe. Det våde ler og grus på bunden af graven fyldes i kurve, som kastes fra mand til mand, til de tømmes ved flodbredden. Materialet kommer her i større kurve, som rystes i flodvandet, til leret er skyllet bort og gruset tilbage. Enkelte af stenene er ædelsten, som sorteres fra. De prøveslibes på stedet og sendes derpå til finslibning i byen.